# Eli Cranor
Eli Cranor, né en 1988 à Forrest City dans l'Arkansas, est un romancier américain, auteur de romans noirs.

## Biographie
Eli Cranor fait des études à l'Université Atlantique de Floride puis à la Ouachita Baptist University (en).
En Arkansas, Eli Cranor commence à enseigner dans un lycée du district scolaire de Russellville, où il a également entraîné l'équipe de football.
En 2022, il a publié son premier roman, Don't Know Tough pour lequel il est lauréat du prix Edgar-Allan-Poe 2023 du meilleur premier roman.
En 2023, il publie Chiens des Ozarks (Ozark Dogs). Pour Michel Abescat sur France Inter, « ...l'écriture, elle est superbe, elle fait aussi la puissance de ce roman bouleversant. ». Pour le même critique, « Eli Cranor joue d'emblée dans la cour des grands ».

## Œuvre

### Romans
- Don’t Know Tough (2022)
- Ozark Dogs (2023) Publié en français sous le titre Chiens des Ozarks, Sonatine Éditions, 2025  (ISBN 9782383991472)
- Broiler (2024)
- Mississippi Blue 42 (2025)

## Prix et distinctions

### Prix
- Prix Edgar-Allan-Poe 2023 du meilleur premier roman pour Don’t Know Tough[3]

### Nominations
- Prix Lefty 2023 du meilleur premier roman pour Don’t Know Tough[4]
- Prix Barry 2023 du meilleur premier roman pour Don’t Know Tough[5]
- Prix Anthony 2023 du meilleur premier roman pour Don’t Know Tough[6]
- Prix Barry 2024 du meilleur roman pour Ozark Dogs[5]
- Steel Dagger 2024 du meilleur roman pour Ozark Dogs[7]